# Xerocrassa franciscoi
Xerocrassa franciscoi is een slakkensoort uit de familie van de Hygromiidae. De soort is endemisch op Kreta.
De wetenschappelijke naam van de soort is voor het eerst geldig gepubliceerd in 2009 door Hausdorf & Sauer.